# Musée Kampa

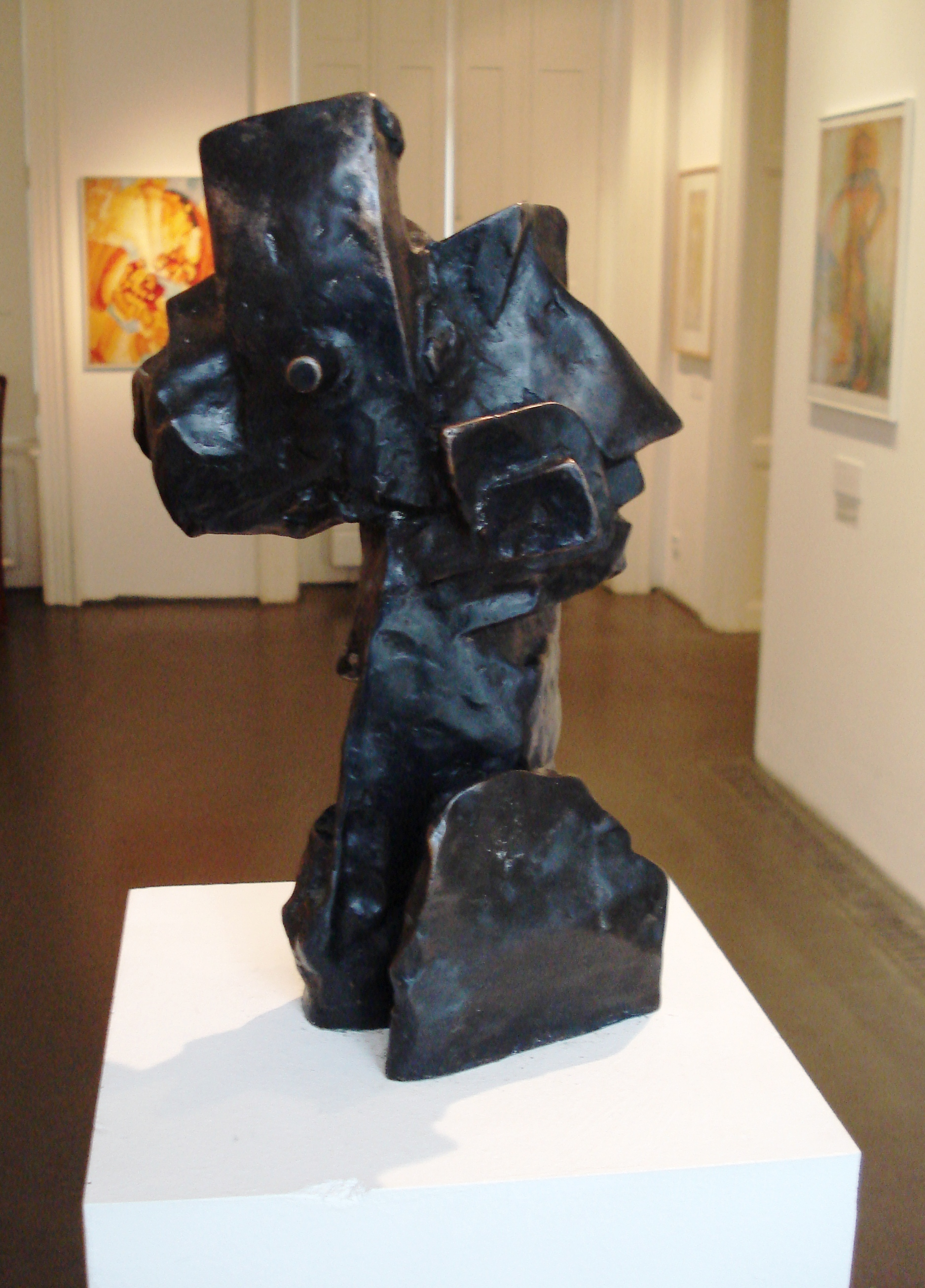
Tête de femme cubiste par O. Gutfreund.

Le musée Kampa (Museum Kampa) est une fondation privée consacrée à l’art moderne et contemporain, sise à Prague sur l'île Kampa. Il a ouvert ses portes en 2003. Il dévoile toute une génération de créateurs interdits d'exposition sous le régime communiste.

## Jan Mládek et Meda Mládková
Meda Mládková est historienne de l'art et collectionneuse d'art moderne et contemporain tchèque. Son époux, Jan Viktor Mládek (cs) est homme d'affaires. Tous deux ont constitué l'une des plus impressionnantes collections et, installés, depuis les années 1960, à Washington, ont rassemblé plus d'un millier d'œuvres d'artistes tchèques et slovaques du XXe siècle et des centaines de travaux de leurs collègues polonais, hongrois, yougoslaves, russes, américains, français et belges. En 1989, peu avant la chute du communisme, Jan Mládek décède. Après la Révolution de velours, Meda offre cette collection unique en son genre, évaluée à plus de 12 millions d'euros, à la ville de Prague.

## Collections
Jan et Meda Mládek ont été parmi les premiers ou les plus importants collectionneurs des œuvres d'Otto Gutfreund et de František Kupka.
Les artistes Jiří Kolář et Běla Kolářová ont non seulement produit mais aussi intensément collectionné les œuvres de leurs amis plasticiens. Cette collection, ainsi que certaines de leurs propres œuvres ont été léguées en 2002 par les époux Kolář au musée Kampa.
À ne pas manquer, les œuvres de trois artistes tchèques du XXe siècle de renommée internationale :
- Les toiles de František Kupka, peintre d'avant-garde et pionnier de l'abstraction, dont Amorpha, chromatique chaude de 1912.
- L'ensemble de 17 sculptures d'Otto Gutfreund, en particulier celles de sa méthode cubiste (1911-1914), telles que « Le Violoncelliste », la « Tête de femme » et l'extraordinaire buste de Don Quichotte.
- Les travaux de Jiří Kolář (1914-2002) qui expérimentent les multiples techniques du collage (cutting, juxtaposition, froissement, etc.).

## Bâtiments
Situé dans un coin on ne peut plus romantique de la capitale, sur l'île Kampa, dans Malá Strana, les moulins de Sova (Sovovy mlýny) font partie du panorama si typique quand on regarde le Château de Prague depuis la Vieille Ville de Prague, de l'autre côté de la Vltava.

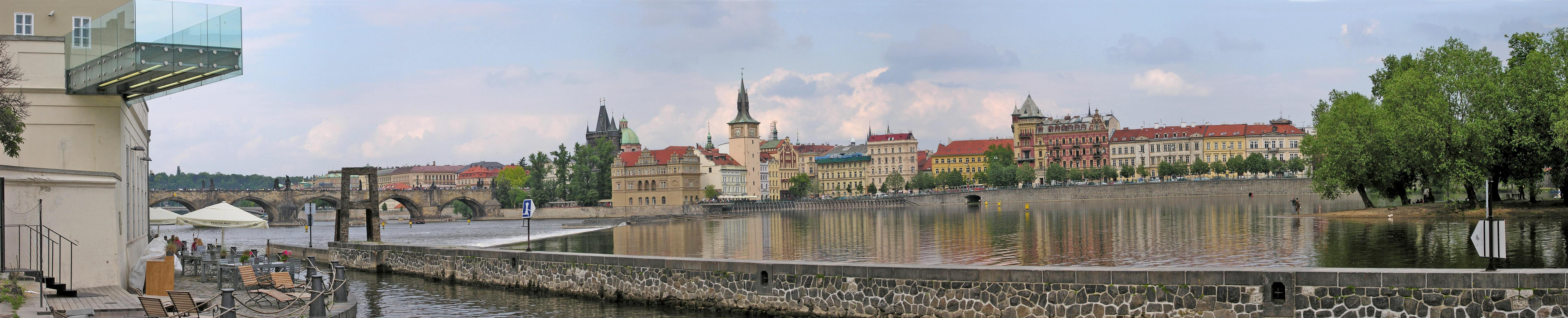
Panorama sur la Vltava depuis la terrasse du musée Kampa dont une aile est visible sur la gauche.

La reconstruction du moulin, où Meda Mládková souhaite voir le futur musée, débute en 2000. Cette reconstruction est assez controversée et fortement médiatisée car elle est à l'origine d'innombrables polémiques entre la mécène qui exige un « geste » architectural moderne et les architectes des monuments historiques de Prague qui veulent rendre immuable le célèbre panorama vers le château. Comble de malchance, en août 2002, à la veille de son inauguration, la Vltava sort de son lit et, comme tout Malá Strana et maints quartiers de Prague, le musée Kampa est inondé. Les travaux recommencent pour un temps.